# ポール・アバディ

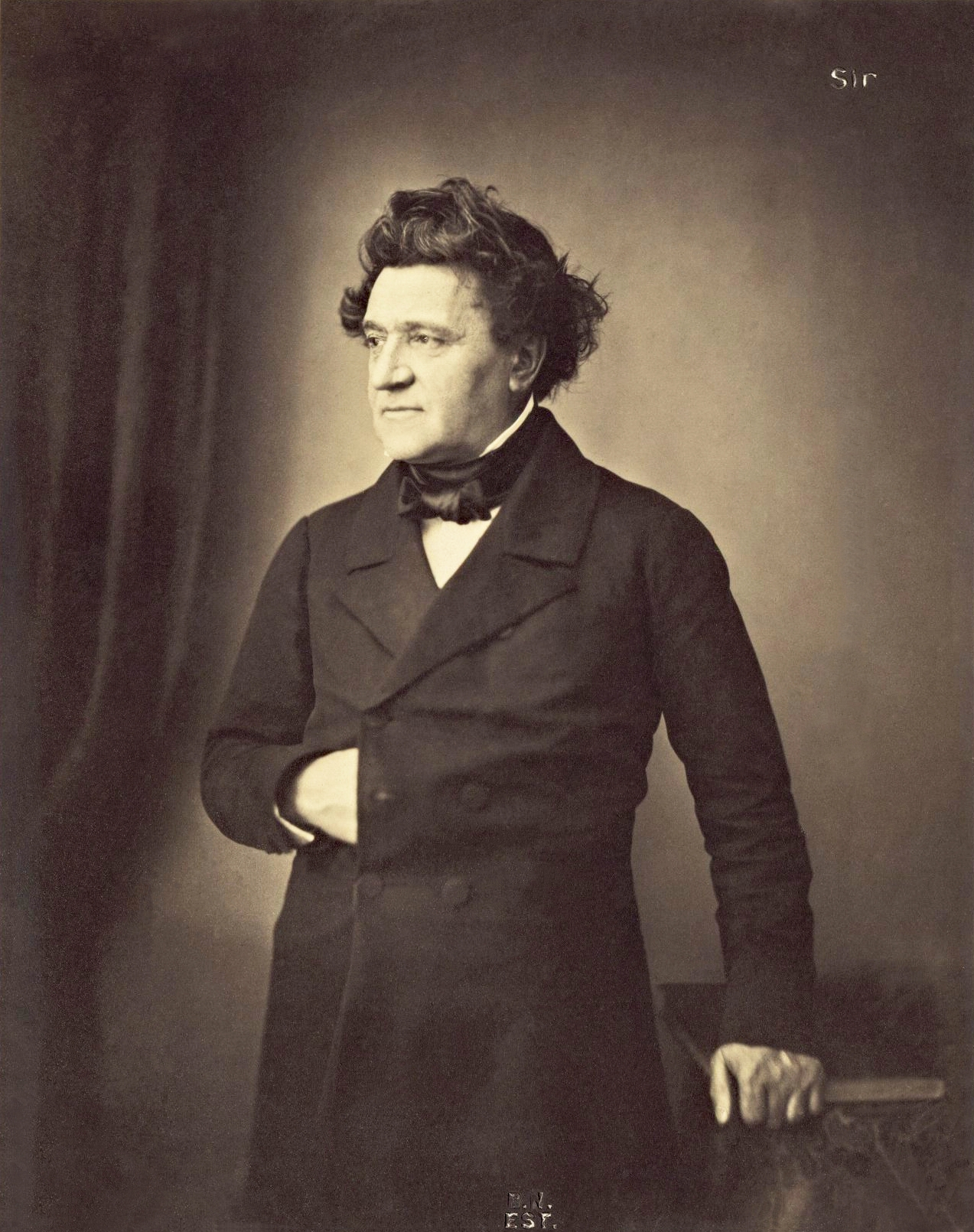
ポール・アバディ

ポール・アバディ（Paul Abadie、1812年11月9日 - 1884年8月3日）は、フランスの建築家、建物修復家。フランス歴史主義を代表する建築家。

## 経歴

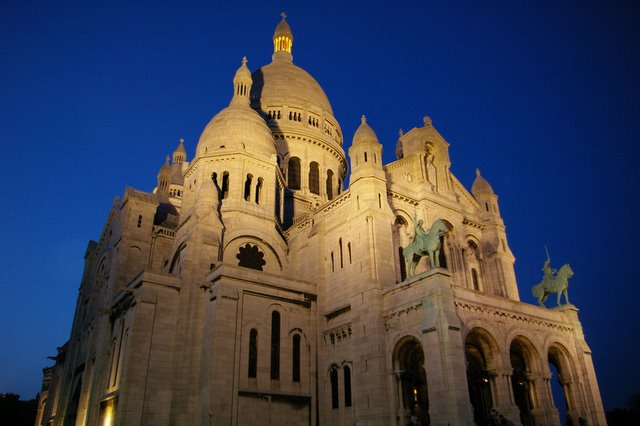
サクレクール寺院

パリのノートルダム寺院、ボルドーのサント・クロワ寺院、アングレームのサン・ピエール寺院、ペリグーのサン・フロン寺院の修復を手がけた。1873年には、パリのモンマルトルに建つサクレ・クール寺院の設計コンペで優勝し、建設を開始したが、1914年の完成を待たずに亡くなった。

## 作品一覧

### 設計作品
- サクレ・クール寺院 - パリ、フランス
- シャトゥ教会 - フランス
- ネオロマネスク教会 - フランス、ミュシダン サンジョルジュ
- Mailleberchie Castle, Villebois-Lavalette, France

### 修復
- ノートルダム大聖堂（当初はヴィオレ・ル・デュクの監督下）
- サントクロワボルドー教会
- サン＝ミッシェルタワー - ボルドー、フランス
- サン＝フェルディナンド教会 - ボルドー、フランス
- バスティード教会（ÉglisedelaBastide） - ボルドー、フランス
- サン＝アンドレ大聖堂聖具室 - ボルドー、フランス
- セント・フロントペリグー大聖堂 - ペリグー、フランス
- サン＝ジョルジュ教会 - ペリグー、フランス
- サン＝ピエール修道院 - フランス、ブラントーム
- アングレーム大聖堂 - アングレーム、フランス
- サン＝テティエンヌ大聖堂、カオール - フランス
- サン＝レジェール教会 - コニャック、フランス
- アングレーム・シャトー - アングレーム、フランス
- サン＝マルシアル教会 - アングレーム、フランス
- サクレ・クール寺院 - パリ、フランス